# 中华人民共和国人民警察院校列表
中华人民共和国人民警察院校列表列出了中华人民共和国人民警察系统的普通高等学校。目前，中国的警察院校分为公安警察院校和司法警察院校两类。

## 公安警察院校
公安警察院校，又称公安（类）院校，是中央部属或省级公安机关管理的培养公安机关人民警察的院校，不包括司法警察院校等其他政法类院校。在2018年公安现役部队撤销前，公安院校还包括公安现役部队院校。

### 公安部直属公安警察院校
- 中国人民公安大学
- 中国人民警察大学
- 中国刑事警察学院
- 郑州警察学院
- 南京警察学院

### 地方公安警察院校
- 北京警察学院
- 山西警察学院
- 辽宁警察学院
- 吉林警察学院
- 上海公安学院
- 江苏警官学院
- 浙江警察学院
- 福建警察学院
- 江西警察学院
- 山东警察学院
- 河南警察学院
- 湖北警官学院
- 湖南警察学院
- 广东警官学院
- 广西警察学院
- 重庆警察学院
- 四川警察学院
- 贵州警察学院
- 云南警官学院
- 新疆警察学院
- 天津公安警官职业学院
- 河北公安警察职业学院
- 内蒙古警察职业学院
- 黑龙江公安警官职业学院
- 安徽公安职业学院
- 西藏警官高等专科学校
- 陕西警官职业学院
- 安徽警官职业学院
- 甘肃警察职业学院
- 青海警官职业学院
- 宁夏警官职业学院

## 司法警察院校
司法警察院校，是中央部属或省级司法行政机关管理的培养司法行政机关人民警察的院校。在未专门设置司法警察院校的省份，司法行政机关人民警察通常由该省公安警察院校培养。

### 司法部直属司法警察院校
- 中央司法警官学院

### 地方司法警察院校
- 广东司法警官职业学院
- 四川司法警官职业学院
- 湖南司法警官职业学院
- 吉林司法警官职业学院
- 江西司法警官职业学院
- 宁夏司法警官职业学院
- 山东司法警官职业学院
- 河北司法警官职业学院
- 云南司法警官职业学院
- 黑龙江司法警官职业学院
- 新疆政法学院
- 江苏司法警官职业学院